# Geneseo (Kansas)
Geneseo es una ciudad ubicada en el de condado de Rice en el estado estadounidense de Kansas. En el año 2010 tenía una población de 267 habitantes y una densidad poblacional de 178 personas por km².

## Geografía
Geneseo se encuentra ubicada en las coordenadas 38°31′1″N 98°9′21″O / 38.51694, -98.15583 (38.516810, -98.155758).

## Demografía
Según la Oficina del Censo en 2000 los ingresos medios por hogar en la localidad eran de $20,795 y los ingresos medios por familia eran $29,250. Los hombres tenían unos ingresos medios de $27,083 frente a los $20,000 para las mujeres. La renta per cápita para la localidad era de $21,998. Alrededor del 9.7% de la población estaban por debajo del umbral de pobreza.